# Fentonia tenebrosa
Fentonia tenebrosa är en fjärilsart som beskrevs av Walker 1856. Fentonia tenebrosa ingår i släktet Fentonia och familjen tandspinnare. Inga underarter finns listade i Catalogue of Life.